# Terrel Harris
Terrel Andre Harris (Dallas, 10 agosto 1987) è un ex cestista statunitense, professionista nella NBA e in Europa.

## Statistiche

### College
| Anno      | Squadra     | PG  | PT | MP   | TC%  | 3P%  | TL%  | RP  | AP  | PRP | SP  | PP   |
| --------- | ----------- | --- | -- | ---- | ---- | ---- | ---- | --- | --- | --- | --- | ---- |
| 2005-2006 | OSU Cowboys | 32  | 8  | 13,4 | 46,7 | 44,1 | 75,7 | 2,0 | 0,8 | 0,5 | 0,1 | 4,5  |
| 2006-2007 | OSU Cowboys | 34  | 26 | 30,1 | 40,2 | 42,1 | 85,7 | 4,1 | 1,9 | 1,4 | 0,3 | 10,0 |
| 2007-2008 | OSU Cowboys | 33  | 20 | 29,5 | 40,8 | 27,7 | 83,2 | 4,2 | 1,4 | 1,5 | 0,2 | 10,5 |
| 2008-2009 | OSU Cowboys | 35  | 35 | 31,7 | 48,8 | 37,7 | 78,5 | 4,8 | 1,9 | 1,7 | 0,3 | 13,9 |
| Carriera  | Carriera    | 134 | 89 | 26,4 | 44,0 | 36,6 | 81,5 | 3,8 | 1,5 | 1,3 | 0,2 | 9,8  |

### NBA

#### Regular Season
| Anno       | Squadra      | PG | PT | MP   | TC%  | 3P%  | TL%  | RP  | AP  | PRP | SP  | PP  |
| ---------- | ------------ | -- | -- | ---- | ---- | ---- | ---- | --- | --- | --- | --- | --- |
| 2011-2012† | Miami Heat   | 22 | 1  | 14,5 | 34,9 | 20,5 | 66,7 | 2,3 | 1,2 | 0,4 | 0,1 | 3,6 |
| 2012-2013  | Miami Heat   | 7  | 0  | 4,1  | 25,0 | 0,0  | 75,0 | 1,3 | 0,3 | 0,0 | 0,0 | 1,4 |
| 2012-2013  | N.O. Hornets | 13 | 0  | 8,3  | 10,5 | 0,0  | 50,0 | 1,3 | 0,5 | 0,2 | 0,2 | 0,4 |
| Carriera   | Carriera     | 42 | 1  | 10,8 | 30,0 | 17,0 | 67,7 | 1,8 | 0,8 | 0,3 | 0,1 | 2,3 |

#### Playoffs
| Anno     | Squadra    | PG | PT | MP  | TC%  | 3P% | TL%  | RP  | AP  | PRP | SP  | PP  |
| -------- | ---------- | -- | -- | --- | ---- | --- | ---- | --- | --- | --- | --- | --- |
| 2012†    | Miami Heat | 4  | 0  | 2,5 | 50,0 | 0,0 | 75,0 | 0,8 | 0,0 | 0,0 | 0,0 | 1,3 |
| Carriera | Carriera   | 4  | 0  | 2,5 | 50,0 | 0,0 | 75,0 | 0,8 | 0,0 | 0,0 | 0,0 | 1,3 |

## Palmarès
- Campione NBDL (2010)
- Campionato NBA: 1

Miami Heat: 2012